# Esclavage au Moyen Âge
L'esclavage survient de différentes manières au passage de l'Antiquité au Moyen Âge. Alors qu'en Occident le servage remplace progressivement l'esclavage, le monde arabo-musulman connaît l'apogée de son réseau de traite en général (de toutes ethnies) et l'islam vient progressivement effacer cette culture de l'esclavage le remplaçant par la servitude, le corso fournissant des esclaves chrétiens de tous les pays d'Europe.

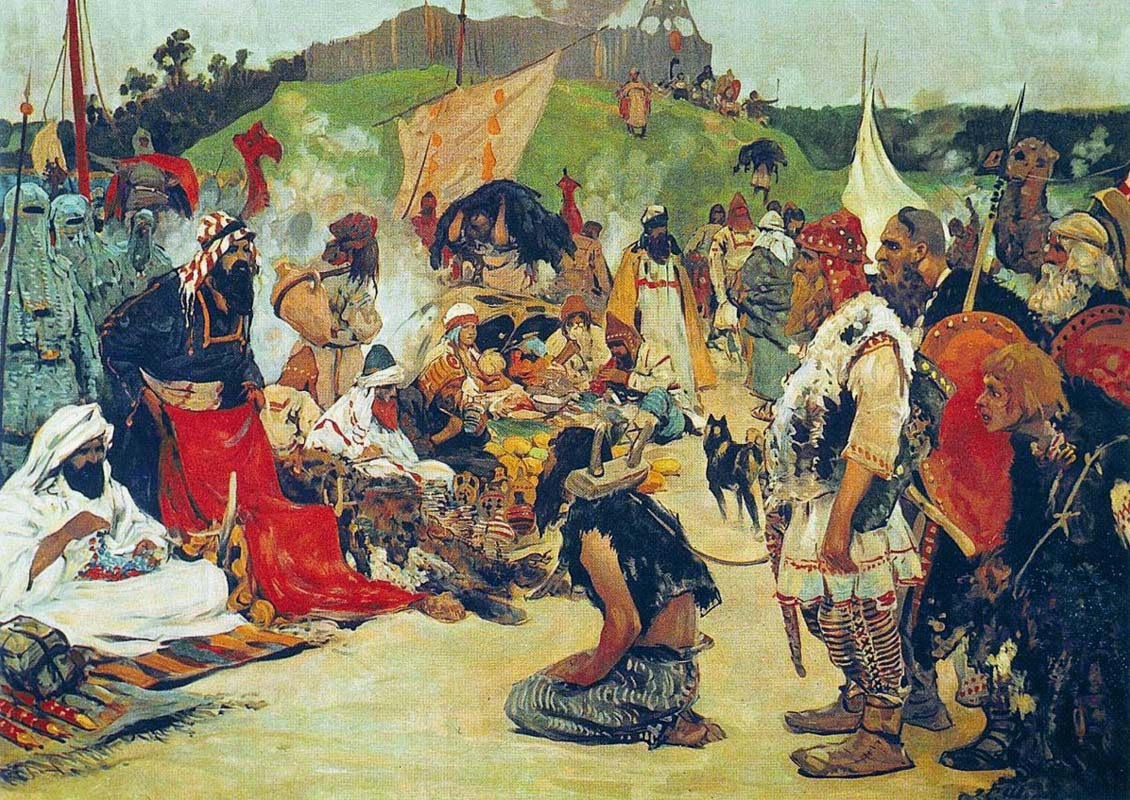
Le commerce des esclaves dans l'Europe de l'Est au Haut Moyen Âge, toile de Sergueï Ivanov (1864-1910)

## Étymologies
Le terme français « esclavage » vient du latin médiéval sclavus : le mot « esclave » serait apparu au Haut Moyen Âge à Venise, où la plupart des esclaves étaient des Slaves des Balkans (alors appelés Esclavons, du grec Σκλαβένοι), dont certains furent vendus jusqu'en Espagne musulmane où ils sont connus sous le nom de Saqāliba.
Ces termes du Moyen Âge se sont substitués aux termes latins antiques antérieurs : servus, qui a conduit aux termes « servile » et « servilité », relatifs à l'esclave et à sa condition. Ce mot a aussi donné naissance aux termes « serf » du Moyen Âge et aux modernes « service » et « serviteur ».

## Aperçu géographique

### Orient byzantin
Entre 529 et 533, l’empereur d’Orient Justinien Ier fait publier une mise à jour complète des lois romaines : le Code Justinien. Dans les divers statuts sociaux réglementés, l’esclavage continue d’avoir sa place, mais dans le contexte chrétien, le traitement de l’esclave est amélioré, et l’affranchissement est facilité et recommandé. Durant tout le Moyen Âge, Constantinople conserve son marché d’esclaves. Malgré la condamnation formelle de l’Église, la pratique de la castration de jeunes esclaves se maintient pour en faire des eunuques, candidats potentiels à de hautes positions auprès de la cour impériale, où ils ne risquaient pas de tenter les épouses et filles des hauts dignitaires.
On est esclave par la naissance si l’on est enfant d’esclave ; on le devient si l’on est prisonnier de guerre ou citoyen déchu de ses droits. Les esclaves sont aussi parfois des criminels ou des enfants abandonnés très jeunes. Les Romains endettés envers une personne peuvent effacer leur dette en devenant esclaves de leur créditeur.
Jusqu’au XIe siècle les esclaves sont achetés et vendus dans un marché, peuvent être légués en héritage, ne peuvent posséder biens ou pécule et ne peuvent se marier qu’avec l’accord de leur maître, sont exempts de service militaire, ne peuvent pas s’engager dans l’armée et n’ont pas accès aux tribunaux, mais on leur reconnaît une âme : leur maître ne peut ni les tuer, ni les maltraiter hors des raisons prévues par le code Justinien. Un esclave n’est donc pas un citoyen, mais est une personne et peut se faire représenter par un citoyen, souvent un religieux. En mettant de l’argent de côté (quand les maîtres l’autorisent) les esclaves peuvent économiser le pécule qui leur permet de racheter eux-mêmes leur liberté et s’affranchir ; ou alors, les maîtres peuvent affranchir leurs esclaves.
Quelquefois, les filles sont achetées pour servir la maîtresse de maison. À la campagne, les esclaves aident dans le domaine agricole. Partout, ils peuvent être employés aux travaux domestiques ou faire fonction de valets, jardiniers, nourrices… voire servir de parents biologiques aux enfants de leurs maîtres, lorsque l’un de ceux-ci est stérile. Selon leurs connaissances, d’autres sont secrétaires, médecins particuliers, régisseurs de domaines, comptables, professeurs ou percepteurs.
Certains esclaves condamnés par jugement deviennent gladiateurs, mais cette pratique diminue au fil du temps et de toute manière l’Église fait interdire les combats à mort, les gladiateurs servant dès lors surtout de figurants pour reconstituer dans l’arène les batailles du passé grec, hellénistique ou romain, ou pour exécuter des cascades. C’est souvent le cas des condamnés de droit commun ou des militaires déserteurs ou dégradés. Beaucoup appartiennent à l’État ou aux grands monastères. Les esclaves de l’État construisent les routes, des sémaphores, des navires, les entretiennent, s’occupent de tous les bâtiments publics, travaillent à l’administration. Ceux des monastères effectuent les tâches interdites aux moines ou aux religieuses, notamment tout ce qui implique des contacts avec des laïcs de l’autre sexe, selon l’abaton (règle) monastique.
À partir du XIe siècle, l’esclavage évolue de plus en plus vers une servitude personnelle appelée εργατεία ou υποτέλεια  (ergatie, hypotélie), différente de la δουλεία (esclavage proprement dit) : l’ergate peut se vendre ou se racheter lui-même, peut témoigner en justice, se marier, ne peut appartenir qu’à l’État, à un domaine ecclésiastique ou aristocratique, mais non à une personne en particulier, et ne peut être vendu séparément de son conjoint ou de ses parents ou enfants. C’est dans ce statut particulier (également appelé робия / robie dans les autres pays orthodoxes d’influence byzantine, du mot slave робота / robota qui a aussi donné robot à l'époque moderne) que vont, à partir du XIIIe, entrer les Roms à leur arrivée dans l'Empire, où ils conservent leur nom d’intouchables hérité de leurs origines indiennes, en grec ατσιγγάνοι qui a donné Tziganes en français.

### Monde arabo-musulman
L’islam s’étend dans un monde dont l’esclavage est une composante, et comme lui, il s’y adapte sans révolution sociale. En principe, le Coran interdit seulement l'esclavage des musulmans. 
- Malgré les interdictions formelles concernant les musulmans, les califes et les sultans n'hésitent pas à réduire en esclavage les rebelles ou les « mauvais musulmans », notamment en Espagne. Au IXe siècle, al-Andalus importait des esclaves d’Europe orientale qui avaient été capturés et vendus à des trafiquants[6].
- En Égypte, les esclaves venus de la mer Noire, et amenés en grande partie par des marchands italiens, constituent une ressource indispensable pour le recrutement des armées égyptiennes[réf. souhaitée].

### Europe médiévale
Tout au long du Moyen Âge, le nombre d'esclaves diminue en Europe occidentale. D'autres rapports de dépendance, distincts de l'esclavage, se mettent en place comme le servage.

#### Russie
En Russie, l'esclavage existait déjà dans la principauté kiévienne (IXe-XIIe s.). Des esclaves (kholop) participèrent aux révoltes des faux Dimitri à la fin du XVIe siècle.

Une forme originale d'esclavage fiscal, le zakladnitchestvo, exista du début des années 1260 au XVIIIe siècle. En raison de la pression fiscale accrue liée notamment à la guerre de Livonie, une partie des roturiers taillables, citadins et ruraux, se "nantissaient", c'est-à-dire se plaçaient sous la protection de nobles (auxquels ils devaient des impôts moins écrasants) en renonçant par là-même à leur liberté personnelle. Préoccupés par la baisse de leurs recettes fiscales, les tsars s'efforcèrent d'interdire cette pratique, mais celle-ci ne disparut qu'au début du XVIIIe siècle.

L'esclavage à titre personnel fut peu à peu remplacé par le servage, qui était à l'origine lié à la terre et qui fut aboli en 1861 par Alexandre II.

#### Royaume des Francs
Le mot « slave » a donné celui d'« esclave » (ainsi que slave en anglais). Venant du latin sclavus désignant l’homme slave asservi, le terme est apparu en ce sens en 937 dans un diplôme germanique. De plus, il est difficile aux chrétiens de réduire en esclavage d'autres chrétiens, car l'Église proclame que tous les hommes sont égaux[réf. nécessaire]. Le Concile de Lyon (524) interdit ainsi de réduire en esclavage un homme libre. Néanmoins des esclaves sont vendus à Travers les routes commerciales allant de la scandinavie jusqu'à la Méditerranée notamment le long du Rhin l'un des principaux  marchés aux esclaves se situe à Verdun (IXe siècle). À noter qu'à l'époque mérovingienne plusieurs esclaves deviennent reines : la plus célèbre étant Frédégonde. Un esclave, Leudaste, devient connétable et comte de Tours au VIe siècle.
Dans les années 780, Charlemagne combat les Saxons et réduit une partie de la population en esclavage. Il existe alors plusieurs types d'esclaves : les esclaves chasés, attachés à une parcelle de terre attribuée par son maître ; les esclaves domestiques sont des serviteurs ; les esclaves travaillant sur la réserve, appelés mancipia dans les polyptyques carolingiens, ne possèdent pas de terre. Plus de 8000 esclaves travaillent sur les terres de l'Abbaye de Saint-Germain-des-Prés. Les esclaves carolingiens subissent de nombreuses incapacités : ils sont exclus de l'armée, des tribunaux et de la prêtrise.
Pourtant, dans l'Europe carolingienne, l'esclavage se réduit fortement à cause de plusieurs facteurs : la fin des conquêtes à partir du règne de Louis le Pieux, l'interdiction de l'Église de réduire en esclavage des chrétiens, la multiplication des affranchissements par testament et le chasement des esclaves sur une terre.
Le servage remplace progressivement l'esclavage et les statuts sociaux se brouillent. À la différence de l'esclave, le serf est considéré comme une personne qui dispose de droits et qui est intégré à la société. Baptisé et chrétien, le serf se distingue de l’esclave païen fait prisonnier en Europe centrale et orientale et vendu à des maîtres. Le serf carolingien possède une petite parcelle de terre dont il peut vendre les productions. Contrairement à l'esclave qui est bien meuble, le serf jouit d'une personnalité juridique. Il n'appartient pas à son seigneur et il possède des biens, peut ester et témoigner en justice, peut contracter (mariages, contrats de vente) plus ou moins librement. Sa condition de servage peut elle-même faire l'objet d'un contrat. Mais ce qui lie avant tout le serf à son seigneur c'est une obligation de stricte obéissance : il la lui doit comme dernier étage de la pyramide féodale. Ce devoir, comme tout lien féodal, a une contrepartie : le seigneur lui doit protection.
Au début de l'époque féodale, des millions de paysans vivent dans la dépendance d'un seigneur, sans être des esclaves.
L'esclavage domestique demeure présent dans les régions méditerranéennes jusqu'au XVIe siècle : plus ou moins disparus au nord des Alpes, le nombre d'esclaves augmente en Catalogne et en Italie entre le XIIIe et le XVe siècle. Sont réduits en esclavage surtout des individus capturés au nord de la mer Noire, où la colonie génoise de Caffa représente la plaque tournante du trafic d'esclaves. De nombreuses femmes esclaves sont amenées en majorité en Italie et sur les grandes îles méditerranéennes (Crète, Sicile, Majorque, Chypre), où elles trouvent leur place dans le service domestique.

#### Autres royaumes
Les Wisigoths installés en Espagne au Ve siècle réduisent les juifs à l'état d'esclaves[Information douteuse]. L'esclavage dure en Scandinavie jusqu'au XIIe siècle. Lors de leurs raids en Europe, les pirates vikings capturent des esclaves et les ramènent dans leur région d'origine. Hedeby au Danemark est le comptoir le plus important de ce trafic humain, essentiellement à destination de Constantinople. Les sagas scandinaves du XIIIe siècle mettent en scène des esclaves.

#### La traite en Méditerranée
Au XIe siècle l'esclavage disparaît légalement en France mais continue dans le bassin méditerranéen. Les Français, au même titre que tous les autres riverains de la Méditerranée, sont victimes d'enlèvements et sont réduits en esclavage. Les « Barbaresques » n'hésitent pas à mener des razzias dans les villages côtiers. On recense plus de 20 000 esclaves français à Alger en 1350. Les autorités françaises ne peuvent réagir militairement car le contrôle complet du littoral n'est alors qu'illusoire, et se contentent de multiplier les missions à Alger afin de racheter les esclaves chrétiens. Ces esclaves libérés effectuent une véritable procession, à pied, des ports méditerranéens où ils débarquent, jusqu'à Paris.[réf. nécessaire]
Le trafic des esclaves avec le monde arabo-musulman fait en partie la richesse des Républiques maritimes italiennes comme celles de Gênes et de Venise. Les « négrillons » vendus dans les cours d'Europe[ref. necessaire], les odalisques et autres servantes mauresques proviennent de ce trafic. Mais la route la plus importante de la traite d'esclaves médiévale à part celle vers l'Égypte musulmane est celle qui amène des esclaves de la mer Noire vers l'Italie voire la Catalogne. Il s'agit pour la plupart de femmes destinées au service domestique. Peu de ces esclaves domestiques restent dans leur statut après leur trentaine, mais leur affranchissement ou rachat par elles-mêmes est souvent soumis à des conditions assurant le prolongement de leurs services pour au moins quelques années.